# Механізовані війська

Загальна позначка механізованого підрозділу за стандартами НАТО

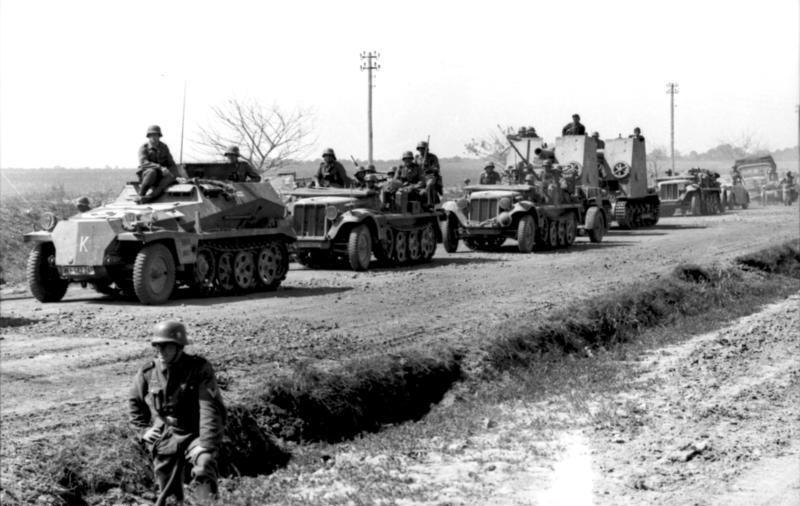
Моторизовані війська Вермахту. Операція «Барбаросса». Червень 1941

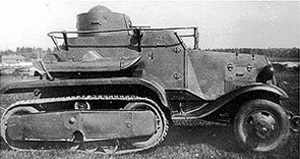
Радянський бронеавтомобіль БА-30 зі складу мотострілецьких частин. СРСР. 1941

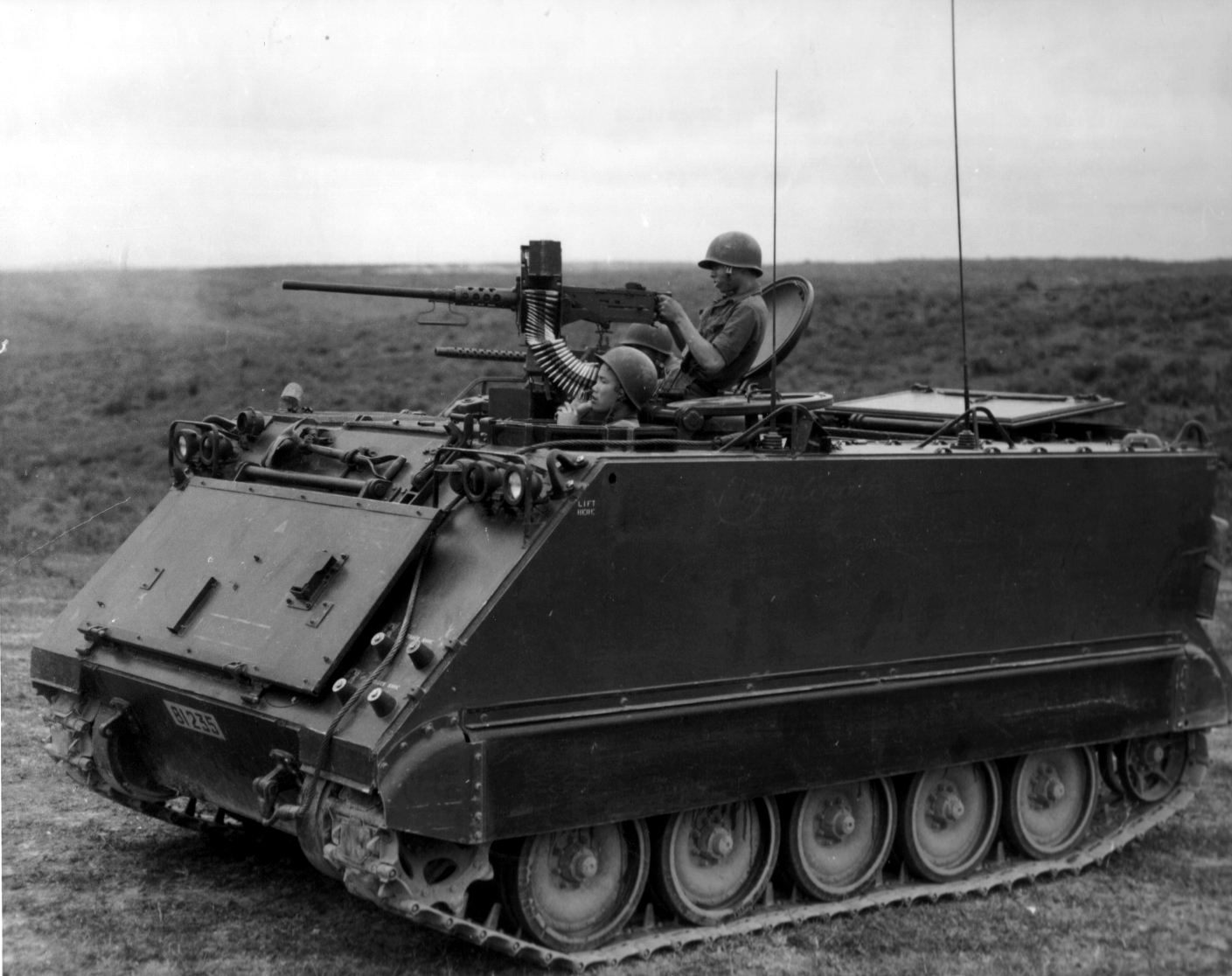
Бронетранспортер М-113, основна броньована бойова машина під час війни у В'єтнамі. США

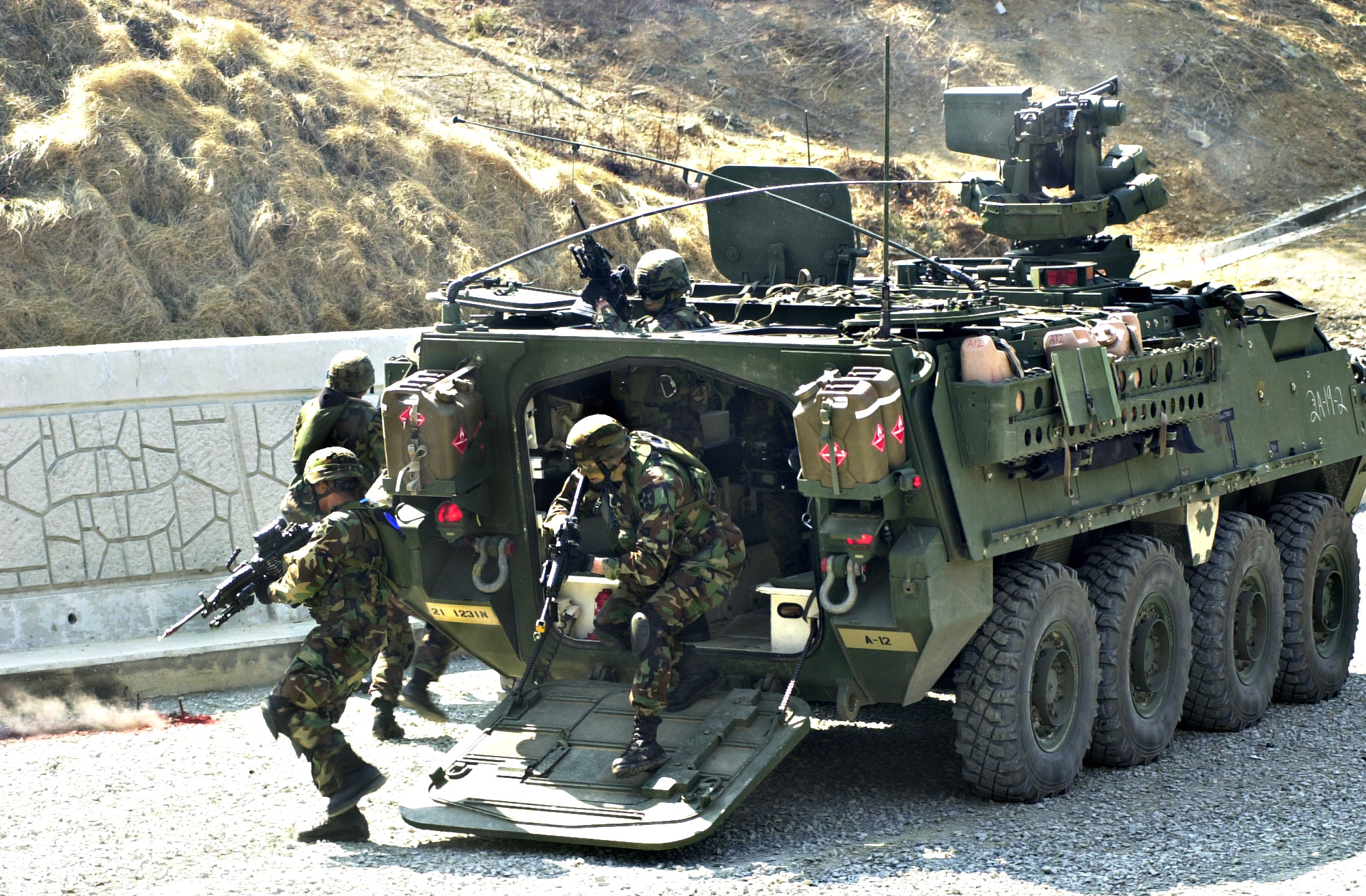
Висадка десанту з БТР M1126 Stryker. 2-а піхотна дивізія США. Південна Корея

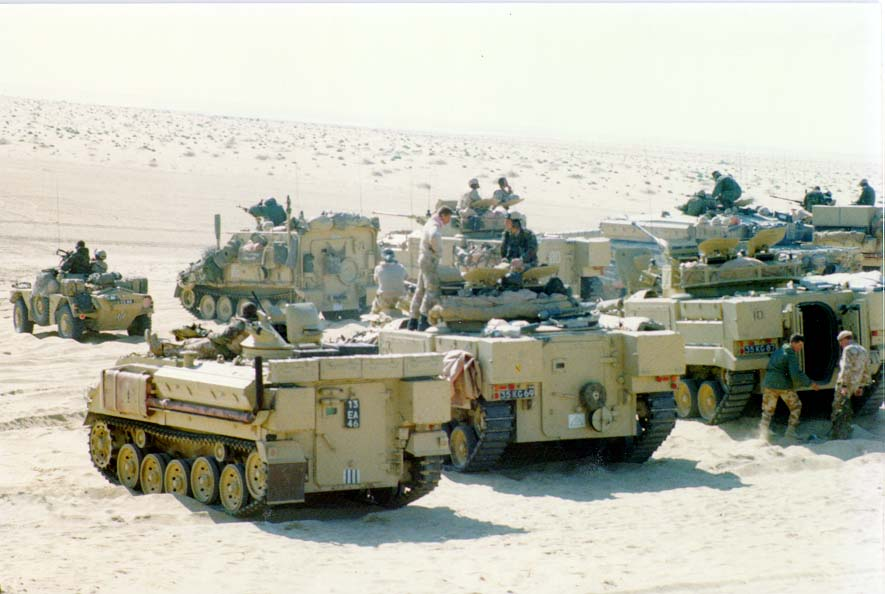
Механізовані підрозділи 1-ї бронетанкової дивізії Великої Британії в готовності до проведення навчань з бойовою стрільбою. Буря в пустелі. 6 січня 1991

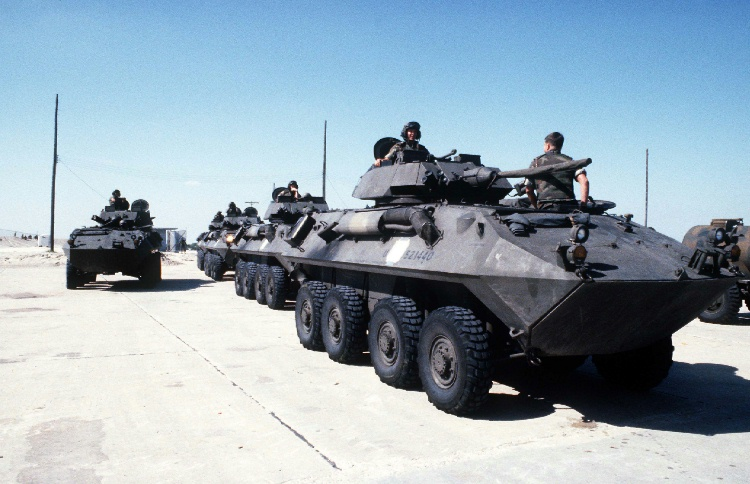
Американська бойова розвідувальна машина LAV-25, виробництва Канади на озброєнні морської піхоти США. Війна в Іраку

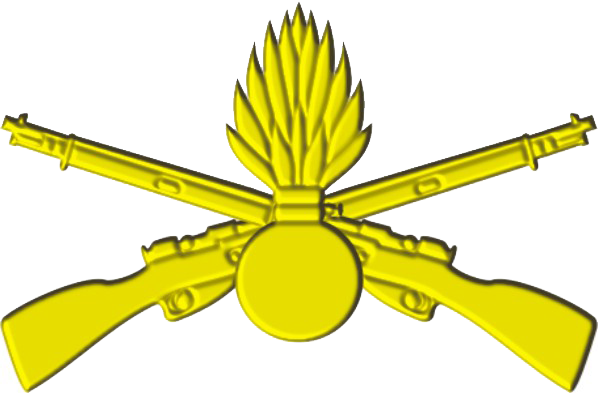
Емблема механізованих військ Збройних сил України

Механізо́вані війська́ — основний рід військ Сухопутних військ, призначений для широкомасштабного ведення бойових дій на суші в ході виконання бойових операцій як самостійно, так і спільно з іншими родами військ, що складаються з механізованих (мотострілецьких, мотопіхотних), танкових, артилерійських та інших підрозділів, частин та з'єднань.

## Історія
Поняття «механізовані війська» з'явилося в різних арміях на початок 1930-х рр. У 1929 в СРСР було створено Центральне управління механізації і моторизації РСЧА і сформований перший дослідний механізований полк, розгорнутий в 1930 в першу механізовану бригаду у складі танкового, артилерійського, розвідувальних полків і підрозділів забезпечення. Бригада мала 110 танків МС-1 і 27 гармат і призначалася для дослідження питань оперативно-тактичного застосування та найвигідніших організаційних форм механізованих з'єднань. У 1932 на базі цієї бригади був створений перший у світі механізований корпус — самостійне оперативне з'єднання, що включало 2 механізовані і одну стрілецько-кулеметну бригади, окремий зенітно-артилерійський дивізіон і мало на озброєнні понад 500 танків і 200 автомобілів.
Назва «Механізовані війська» було закріплене в 1932 в тимчасовій настанові механізованих військ РСЧА, яка називалася «Водіння і бій самостійних механізованих з'єднань».
До початку 1936 було сформовано 4 механізованих корпуси, 6 окремих бригад, а також 15 полків в кавалерійських дивізіях. У 1937 Центральне управління механізації і моторизації РСЧА було перейменоване в Автобронетанкове управління Червоної Армії, а в грудні 1942 було утворено Управління командувача бронетанковими і механізованими військами.
Під час Німецько-радянської війни 1941—45 бронетанкові і механізовані війська стали основною ударною силою сухопутних військ.
До кінця 1943 до складу механізованого корпусу входили 3 механізовані і 1 танкова бригади, 1—2 самохідно-артилерійські полки, мінометний, зенітний, артилерійський, винищувально-протитанковий артилерійський полки, окремий гвардійський мінометний дивізіон реактивної артилерії та частини забезпечення і обслуговування (всього 16369 осіб, 246 танків і самохідно-артилерійських установок (Т-34 — 176, Т-70 — 21, САУ — 49), 252 гармати і мінометів, понад 1,8 тис. автомашин).
Механізовані з'єднання поряд з танковими використовувалися для введення в прорив і розвитку успіху на велику глибину, для оточення і розгрому противника, переслідування і виконання інших завдань. У травні 1954 бронетанкові і механізовані війська були перейменовані в бронетанкові війська, в 1959 — в танкові війська.
У 1957 стрілецькі і механізовані дивізії в СРСР були переформовані на мотострілецькі дивізії.
В США, Франції, Туреччині і багатьох країнах механізовані з'єднання та частини входять до складу сухопутних військ (армії).

## Загальні положення
У різних країнах цей рід військ називається по-різному:
 піхотні війська або піхота
 моторизовані війська або моторизована піхота або мотопіхота
 механізовані війська
- мотострілецькі війська — в СРСР та Росії

Механізований батальйон  — є основним загальновійськовим тактичним підрозділом, а механізована бригада — загальновійськовим тактичним з'єднанням. Механізовані частини (підрозділи) входять також до складу танкових військ і ВМС (Морська піхота). Сучасні механізовані війська мають потужну зброю для ураження наземних і повітряних цілей — автоматичну стрілецьку зброю (автомати, кулемети), артилерію, міномети, протитанкові реактивні снаряди, швидкохідні броньовані машини, прилади для нічного бачення і можуть вести бойові дії в умовах застосування противником зброї масового ураження. Для ведення бою механізовані частини і підрозділи зазвичай посилюються танками, артилерією і підрозділами спеціальних військ, а також підтримуються авіацією.
Механізовані війська виконують бойові завдання самостійно або у взаємодії з іншими родами військ і видами Збройних Сил. В залежності від обстановки механізовані війська ведуть бій в пішому бойовому порядку або на бойових машинах; можуть застосовуватися як повітряні і морські десанти. Головні властивості механізованих військ як роду військ — здатність вести наполегливий і тривалий бій у будь-який час року і доби, при всякій погоді і на різній місцевості.
За бойовими можливостями механізовані війська здатні проривати оборону противника і нестримно розвивати наступ на велику глибину, невідступно переслідувати противника, знищувати його вогневі засоби, у високих темпах форсувати водні перешкоди, захоплювати важливі рубежі і об'єкти, а також створювати в короткий термін стійку оборону і успішно вести боротьбу з переважаючими силами противника.

## Зовнішні джерела
- Механизированные войска [Архівовано 8 жовтня 2011 у Wayback Machine.]
- Мотострелковые войска [Архівовано 29 травня 2009 у Wayback Machine.]
- Мотострелковые войска[недоступне посилання з липня 2019]